# Ich seh die Schiffe den Fluss herunterfahren
Ich seh die Schiffe den Fluss herunterfahren ist das vierte Musikalbum der Hamburger Punkband Abwärts. Es erschien 1990 auf dem Label Totenkopf der befreundeten Band Die Toten Hosen und wurde von Virgin Schallplatten vertrieben. Das Album wird dem Genre Punkrock zugerechnet und fällt rockiger aus als der selbstbetitelte Vorgänger von 1987. Auch ein deutlicher Metal-Einfluss ist zu vernehmen.

## Entstehungsgeschichte
Nachdem Abwärts in den Vorjahren nur temporär und de facto als Soloprojekt von Frank Z. mit wechselnden Musikern bestanden hatte, reaktivierten dieser und FM Einheit (Frank-Martin Strauß) die Gruppe mit den beiden Gitarristen Michael „Elf“ Mayer (Destination Zero, ex-Slime) und Uwe Bastiansen (Mask For) sowie dem neuen Bassisten Jochen Hansen (Die Seuche). Mit dem Label Totenkopf wurde ein Vertrag über zwei Studioalben unterschrieben und in Hamburg, Berlin und Düsseldorf das Rückkehralbum „Ich seh die Schiffe den Fluss herunterfahren“ eingespielt.

## Titelliste LP
Seite A:
1. Ich seh die Schiffe den Fluss herunterfahren – 4:10
2. Die Zeit – 4:30
3. Grab Dich selber ein – 4:17
4. Sandmännchen – 3:18
5. In einem anderen Land – 3:17

Seite B:
1. Messias – 4:32
2. Autobahn – 5:15
3. Um in das Meer zu gehen – 5:24
4. Aufruhr – 5:00
5. Säbeltanz – 5:32

## Veröffentlichungen
Das Album erschien im LP- und im CD-Format. Es erschien als Koproduktion von Totenkopf und dem Majorlabel Virgin Records, das wie bei den Produkten der Toten Hosen den Vertrieb übernahm.

## Rezeption, Tourneen und Verkäufe
Sicher auch der Vertrag mit Totenkopf-Label der Toten Hosen, die mittlerweile zu den erfolgreichsten deutschen Musikgruppen gehörten, trugen zur Aufmerksamkeit um die wiedervereinigten Abwärts bei. Es folgten „diverse Titelstorys, Festivalauftritte und Tourneen.“ Bevor jedoch die Band vom 27. April bis 12. Mai 1990 eine ausgedehnte Tournee begann, stieg FM Einheit wegen Zeitmangels und Überlastung aus und wurde durch den neuen Schlagzeuger Frank Seele (Destination Zero) ersetzt. Während dieser Tour wurde in München auch das Playboy-Magazin auf Abwärts aufmerksam. Darüber schreibt die Gruppe auf ihrer Homepage:
„Der nun mittlerweile recht große Bekanntheitsgrad der Band brachte dann auch die Rechtsabteilung des 'Playboy' auf den Plan. Unter Androhung von einer viertel Millionen Mark Zwangsgeld, wurde uns untersagt, den Abwärts - Bunny weiter auf Plakaten und Covern etc. zu verwenden, da er eine 'bösartige Verunstaltung des Playboy-Häschens ' darstellen würde. Da hatten sie natürlich recht.“
Im Sommer und Herbst 1990 folgten weitere Auftritte.
Die Verkäufe hielten sich mit insgesamt 30.000 Stück im erwarteten Rahmen.
Im Jahr 1999 spielten Die Toten Hosen für den Cover-Versionen-Sampler Pop 2000. Das gibt’s nur einmal eine Version des Titelstücks „Ich seh die Schiffe den Fluss herunterfahren“ ein.

## Cover
Für das Cover wurde das Gemälde Das Eismeer von Caspar David Friedrich verwendet.